# Lucio Battistrada
Lucio Battistrada (Piacenza, 9 dicembre 1920 – Roma, 8 febbraio 2017) è stato uno sceneggiatore italiano.

## Biografia
Lucio Manlio Battistrada è stato uno sceneggiatore attivo nel cinema italiano per circa quaranta anni. Ha collaborato con registi quali Giuliano Montaldo, Antonio Pietrangeli e Carlo Lizzani.

## Filmografia parziale
- Il principe ribelle, regia di Pino Mercanti (1947)
- Il sole negli occhi, regia di Antonio Pietrangeli (1953)
- L'oro di Roma, regia di Carlo Lizzani (1961)
- I fuorilegge del matrimonio, regia di Paolo e Vittorio Taviani e Valentino Orsini (1963)
- Una bella grinta, regia di Giuliano Montaldo (1965)
- Password: Uccidete agente Gordon, regia di Sergio Grieco (1966)
- Rififí ad Amsterdam, regia di Sergio Grieco (1966)
- Requiescant, regia di Carlo Lizzani (1967)
- John il bastardo, regia di Armando Crispino (1967)
- Commandos, regia di Armando Crispino (1968)
- Gott mit uns (Dio è con noi), regia di Giuliano Montaldo (1970)
- L'etrusco uccide ancora, regia di Armando Crispino (1972)
- I familiari delle vittime non saranno avvertiti, regia di Alberto De Martino (1972)
- Un uomo dalla pelle dura, regia di Franco Prosperi (1972)
- Il delitto Matteotti, regia di Florestano Vancini (1973)
- La badessa di Castro, regia di Armando Crispino (1974)
- Macchie solari, regia di Armando Crispino (1975)
- Ragazzo di borgata, regia di Giulio Paradisi (1976)
- Un anno di scuola, regia di Franco Giraldi - Miniserie tv (1977)
- Un dramma borghese, regia di Florestano Vancini (1979)
- La baraonda, regia di Florestano Vancini (1980)
- Bambole: scene di un delitto perfetto, regia di Alberto Negrin - Miniserie tv (1980)
- Augh! Augh!, regia di Marco Toniato (1981)
- Morte in Vaticano, regia di Marcello Aliprandi (1982)
- La casa del tappeto giallo, regia di Carlo Lizzani (1983)
- La piovra, regia di Damiano Damiani - Miniserie tv  (1984)
- La sposa era bellissima, regia di Pál Gábor (1986)
- Appuntamento a Trieste, regia di Bruno Mattei - Miniserie tv (1989)